# Regele Seondeok de Silla
Regele Seondeok de Silla (n. ? - d. 785), a fost succesorul Regatul Hyegong și al 37- lea conducător al regatului Silla (780-785). El a fost descendentul din a unsprezecea generație a regelui Naemul, și fiica lui Kim Hyo-bang cu fiica regelui Seongdeok, Lady Saso. El s-a căsătorit cu Lady Gujok, fiica lui Kim Yang-pum. 
Seondeok a servit sub King Hyegong în poziția de  sangdaedeung. Când rebeliunea din Kim Ji-Jeong a izbucnit în 780, el a condus forțele regale împotriva rebelilor. Cu toate acestea, rebelii au luat cu asalt palatul și l-au ucis pe rege, Seondeok a fost obligat să ia tronul pentru el. După moartea sa în 785, Seondeok a fost incinerat și cenușa lui împrăștiată în Marea Japoniei (Marea de Est). Succesorul lui Seondeok a fost regele Wonseong.